# Vallée de la Lienne et affluents entre Les Trous de Bras et Habiémont
Vallée de la Lienne et affluents entre Les Trous de Bras et Habiémont este o arie protejată (arie specială de conservare — SAC, sit de importanță comunitară — SCI, arie de protecție specială avifaunistică — SPA) din Belgia întinsă pe o suprafață de 228,41 ha, integral pe uscat.

## Localizare
Centrul sitului Vallée de la Lienne et affluents entre Les Trous de Bras et Habiémont este situat la coordonatele 50°21′23″N 5°45′18″E / 50.3565°N 5.754956°E.

## Înființare
Situl Vallée de la Lienne et affluents entre Les Trous de Bras et Habiémont a fost declarat arie de protecție specială avifaunistică în ianuarie 2014 pentru a proteja 7 specii de animale. Alte tipuri de protecție:
- sit de importanță comunitară (în octombrie 2002)
- arie specială de conservare (în ianuarie 2014)[1][3][4]

## Biodiversitate
Situată în ecoregiunea continentală, aria protejată conține 13 habitate naturale: Cursuri de apă de la nivel de câmpie la nivel montan, cu vegetație Ranunculion fluitantis și Callitricho-Batrachion, Pajiști umede nord-atlantice cu Erica tetralix, Pajiști uscate europene, Pajiști cu Molinia pe soluri calcaroase, turboase sau argilos-nămoloase (Molinion caeruleae), Liziere de ierburi înalte hidrofile de câmpie și de nivel montan până la alpin, Fânețe de joasă altitudine (Alopecurus pratensis, Sanguisorba officinalis), Mlaștini turboase de tranziție și turbării mișcătoare, Păduri de fag Luzulo-Fagetum, Păduri de fag Asperulo-Fagetum, Păduri de stejar sau de stejar și carpen sub-atlantice și medio-europene de Carpinion betuli, Păduri acidofile de stejar bătrân cu Quercus robur pe câmpii nisipoase, Mlaștini împădurite, Păduri aluvionare cu Alnus glutinosa și Fraxinus excelsior (Alno-Padion, Alnion incanae, Salicion albae).
La baza desemnării sitului se află mai multe specii protejate:
- păsări (4): pescăruș albastru (Alcedo atthis), barză neagră (Ciconia nigra), ciocănitoare neagră (Dryocopus martius), viespar (Pernis apivorus)
- mamifere (1): liliac comun (Myotis myotis)
- pești (2): zglăvoacă (Cottus gobio), cicar (Lampetra planeri)

Pe lângă speciile protejate, pe teritoriul sitului au mai fost identificate 10 specii de plante, 3 specii de mamifere, 2 specii de nevertebrate.